# Matsuyama Hideki
Hideki Matsuyama (松山 英樹 Matsuyama Hideki) (sinh ngày 25 tháng 2 năm 1992) là vận động viên golf chuyên nghiệp người Nhật Bản. Anh là vận động viên nam Nhật Bản đầu tiên vô địch một giải Major của hệ thống PGA Tour với danh hiệu Masters 2021.
Tính tới tháng 4 năm 2021, Matsuyama đã đăng quang 15 giải đấu quốc tế, 8 lần vào top 10 các giải Major và 4 lần tham gia Presidents Cup. Anh cũng 2 lần đăng quang World Golf Championships, 2 lần vô địch Waste Management Phoenix Open, 8 lần quán quân Japan Golf Tour và 2 lần vô địch giải nghiệp dư châu Á. Với 6 danh hiệu tại PGA Tour, Matsuyama chính là vận động viên golf Nhật Bản thành công nhất lịch sử.
Matsumaya từng đạt vị trí số 2 thế giới vào tháng 6 năm 2017.

## Danh hiệu nghiệp dư
- Giải golf nghiệp dư châu Á 2010
- Giải golf trung học cơ sở Nhật Bản 2011, giải golf đại học mùa hè 2011, giải golf nghiệp dư châu Á – Thái Bình Dương 2011
- Giải golf trung học cơ sở Nhật Bản 2012

## Danh hiệu chuyên nghiệp

### PGA Tour
| Chú thích                    |
| Giải Major (1)               |
| World Golf Championships (2) |
| Giải PGA Tour khác (3)       |

| Thứ tự | Ngày                 | Giải đấu                          | Kết quả               | Khoảng cách với người về nhì | Người về nhì                  |
| ------ | -------------------- | --------------------------------- | --------------------- | ---------------------------- | ----------------------------- |
| 1      | 1 tháng 6 năm 2014   | Memorial Tournament               | −13 (70-67-69-69=275) | Playoff                      | Kevin Na                      |
| 2      | 7 tháng 2 năm 2016   | Waste Management Phoenix Open     | −14 (65-70-68-67=270) | Playoff                      | Rickie Fowler                 |
| 3      | 30 tháng 10 năm 2016 | WGC-HSBC Champions                | −23 (66-65-68-66=265) | 7 gậy                        | Daniel Berger, Henrik Stenson |
| 4      | 5 tháng 2 năm 2017   | Waste Management Phoenix Open (2) | −17 (65-68-68-66=267) | Playoff                      | Webb Simpson                  |
| 5      | 6 tháng 8 năm 2017   | WGC-Bridgestone Invitational      | −16 (69-67-67-61=264) | 5 gậy                        | Zach Johnson                  |
| 6      | 11 tháng 4 năm 2021  | Masters Tournament                | −10 (69-71-65-73=278) | 1 gậy                        | Will Zalatoris                |

PGA Tour playoff (3–0)
| No. | Year | Tournament                    | Opponent      | Result                |
| --- | ---- | ----------------------------- | ------------- | --------------------- |
| 1   | 2014 | Memorial Tournament           | Kevin Na      | Thắng tại hố thứ nhất |
| 2   | 2016 | Waste Management Phoenix Open | Rickie Fowler | Thắng tại hố thứ tư   |
| 3   | 2017 | Waste Management Phoenix Open | Webb Simpson  | Thắng tại hố thứ tư   |

### Japan Golf Tour
| Chú thích       |
| Japan Open (1)  |
| Japan major (1) |
| Giải khác (7)   |

| Thứ tự | Ngày                 | Giải đấu                                          | Kết quả               | Khoảng cách với người về nhì | Người về nhì                                  |
| ------ | -------------------- | ------------------------------------------------- | --------------------- | ---------------------------- | --------------------------------------------- |
| 1      | 13 tháng 11 năm 2011 | Mitsui Sumitomo Visa Taiheiyo Masters (nghiệp dư) | −13 (71-64-68=203)*   | 2 gậy                        | Toru Taniguchi                                |
| 2      | 28 tháng 4 năm 2013  | Tsuruya Open                                      | −18 (69-63-68-66=266) | 1 gậy                        | David Oh                                      |
| 3      | 2 tháng 6 năm 2013   | Diamond Cup Golf                                  | −9 (71-69-68-71=279)  | 2 gậy                        | Brendan Jones, Park Sung-joon, Kim Hyung-sung |
| 4      | 8 tháng 9 năm 2013   | Fujisankei Classic                                | −9 (66-70-66-73=275)  | Playoff                      | Park Sung-joon, Hideto Tanihara               |
| 5      | 1 tháng 12 năm 2013  | Casio World Open                                  | −12 (72-66-68-70=276) | 1 gậy                        | Yuta Ikeda                                    |
| 6      | 23 tháng 11 năm 2014 | Dunlop Phoenix Tournament                         | −15 (68-64-67-70=269) | Playoff                      | Hiroshi Iwata                                 |
| 7      | 16 tháng 10 năm 2016 | Japan Open Golf Championship                      | −5 (71-70-65-69=275)  | 3 gậy                        | Yuta Ikeda, Lee Kyoung-hoon                   |
| 8      | 13 tháng 11 năm 2016 | Mitsui Sumitomo Visa Taiheiyo Masters (2)         | −23 (65-66-65-69=265) | 7 gậy                        | Song Young-han                                |

*Note: Giải Mitsui Sumitomo Visa Taiheiyo Masters 2013 chỉ có 54 hố do thời tiết xấu.
- Giải Japan Open Golf Championship cũng thuộc hệ thống Japan Major.

Japan Golf Tour playoff (2–0)
| No. | Year | Tournament                | Opponent(s)                     | Result              |
| --- | ---- | ------------------------- | ------------------------------- | ------------------- |
| 1   | 2013 | Fujisankei Classic        | Park Sung-joon, Hideto Tanihara | Thắng ở hố thứ hai  |
| 2   | 2014 | Dunlop Phoenix Tournament | Hiroshi Iwata                   | Thắng ở hố thứ nhất |

### Giải khác (1)
| Thứ tự | Ngày                | Giải đấu             | Kết quả               | Khoảng cách với người về nhì | Người về nhì   |
| ------ | ------------------- | -------------------- | --------------------- | ---------------------------- | -------------- |
| 1      | 4 tháng 12 năm 2016 | Hero World Challenge | −18 (65-67-65-73=270) | 2 gậy                        | Henrik Stenson |

## Major

### Danh hiệu (1)
| Năm  | Giải đấu           | 54 hố         | Kết quả               | Khoảng cách | Người về nhì   |
| ---- | ------------------ | ------------- | --------------------- | ----------- | -------------- |
| 2021 | Masters Tournament | 4 gậy ưu tiên | −10 (69-71-65-73=278) | 1 gậy       | Will Zalatoris |

### Timeline
Kết quả theo thứ tự thời gian.
| Giải đấu              | 2011  | 2012 | 2013 | 2014 | 2015 | 2016 | 2017 | 2018 |
| --------------------- | ----- | ---- | ---- | ---- | ---- | ---- | ---- | ---- |
| Masters Tournament    | T27LA | T54  |      | CUT  | 5    | T7   | T11  | 19   |
| U.S. Open             |       |      | T10  | T35  | T18  | CUT  | T2   | T16  |
| The Open Championship |       |      | T6   | T39  | T18  | CUT  | T14  | CUT  |
| PGA Championship      |       |      | T19  | T35  | T37  | T4   | T5   | T35  |

| Giải đấu              | 2019 | 2020 | 2021 |
| --------------------- | ---- | ---- | ---- |
| Masters Tournament    | T32  | T13  | 1    |
| PGA Championship      | T16  | T22  |      |
| U.S. Open             | T21  | T17  |      |
| The Open Championship | CUT  | NT   |      |

LA = Bán chuyên

CUT = không qua vòng cut

"T": hòa 

NT: không tổ chức do dịch bệnh Covid-19

### Tóm lược
| Giải đấu              | Vô địch | Nhì | Ba | Top-5 | Top-10 | Top-25 | Lần tham gia | Cut |
| --------------------- | ------- | --- | -- | ----- | ------ | ------ | ------------ | --- |
| Masters Tournament    | 1       | 0   | 0  | 2     | 3      | 6      | 10           | 9   |
| PGA Championship      | 0       | 0   | 0  | 2     | 2      | 5      | 8            | 8   |
| U.S. Open             | 0       | 1   | 0  | 1     | 2      | 6      | 8            | 7   |
| The Open Championship | 0       | 0   | 0  | 0     | 1      | 3      | 7            | 4   |
| Tổng                  | 1       | 1   | 0  | 5     | 8      | 20     | 33           | 28  |

- Chuỗi lần cut sơ loại liên tiếp – 8 (U.S. Open 2014 – Masters 2016)
- Chuỗi top-10 dài nhất – 2 (U.S. Open 2013 – Open Championship 2013)